# Gare de Lyon
Paris-Gare de Lyon är en järnvägsstation i centrala Paris från år 1849. Härifrån går snabbtåg (TGV) till bland annat Lyon. 1977 öppnade ett underjordiskt plan för RER-tågen. RER linje A och linje D trafikerar stationen.
Tunnelbanestation Gare de Lyon i Paris tunnelbana trafikeras av linje 1 och linje 14 och ligger i anslutning till järnvägsstationen.
1988 inträffade en tågolycka när ett passagerartåg utan fungerande bromsar kraschade in i ett packat passagerartåg som stod på perrong 2 inne på stationen. Olyckan krävde 56 liv och var en följd av många misstag som tillsammans medverkade till olyckan.
National Geographic Channel har gjort ett Seconds from Disaster-program som visar olyckan, räddningsarbetet och utredningen efteråt. Lokföraren på det inkommande tåget (på vilket ingen dog), konduktören, övervakaren i kontrollrummet och en kvinna som drog i nödbromsen, vilket faktiskt ledde till att olyckan inträffade, åtalades. Lokföraren Daniel Saulin och konduktören som hjälpte till att koppla ur bromsarna fälldes för dråp.
Man anser att dödssiffran hade blivit mycket högre om det inte hade varit för André Tanguy, lokföraren på tåget som stod på stationen, som stod kvar och beordrade evakuering av tåget tills han dog vid kollisionen.

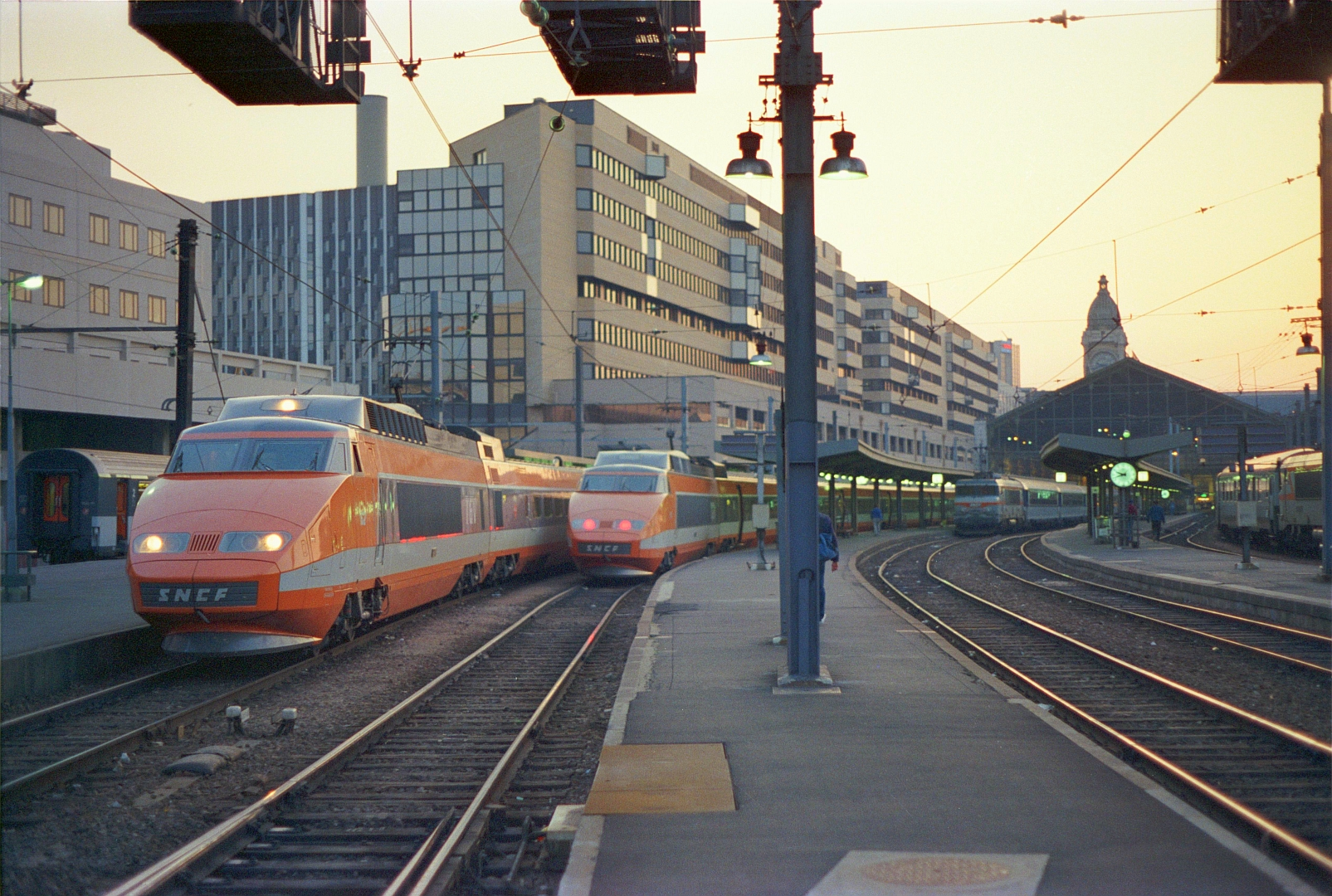
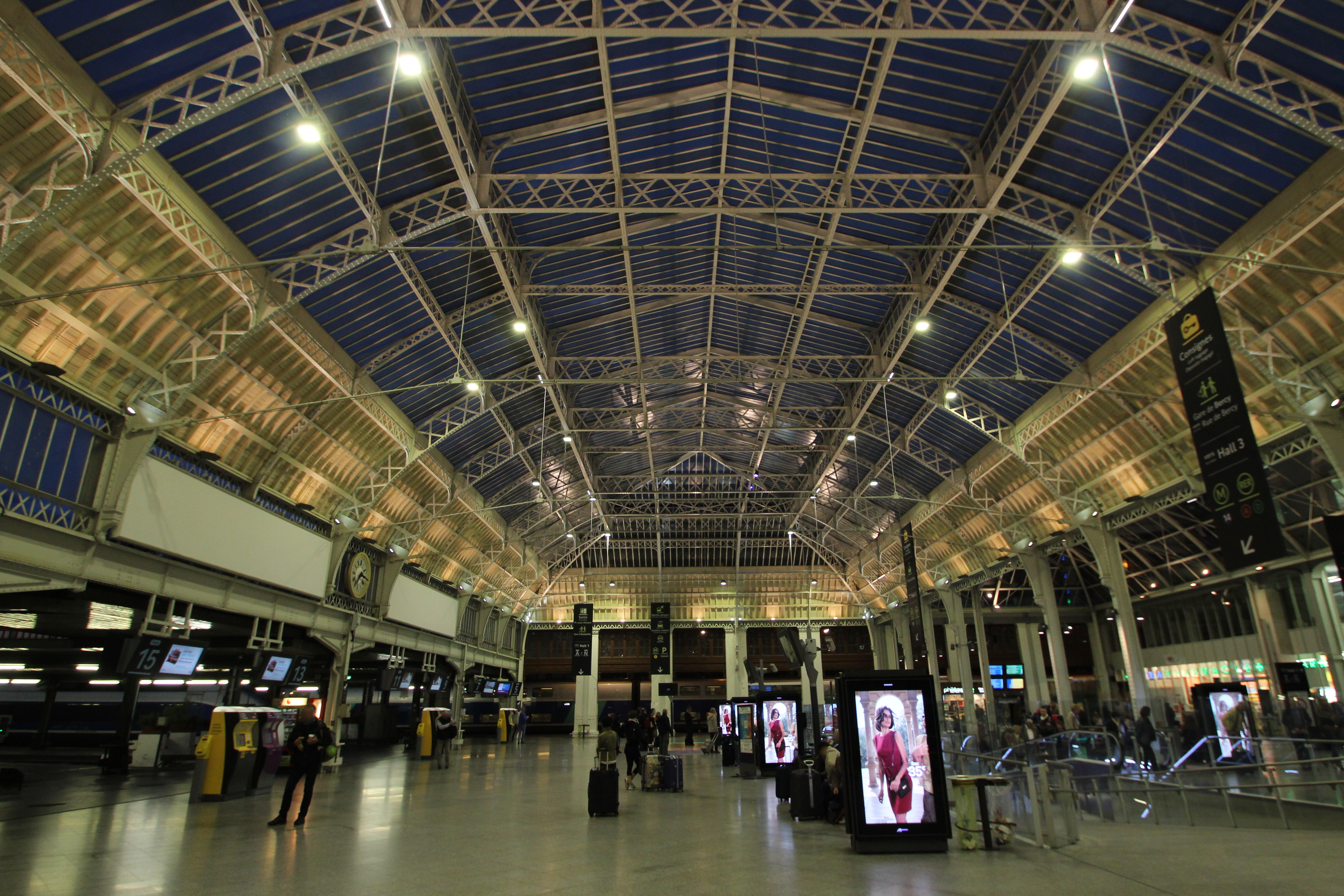
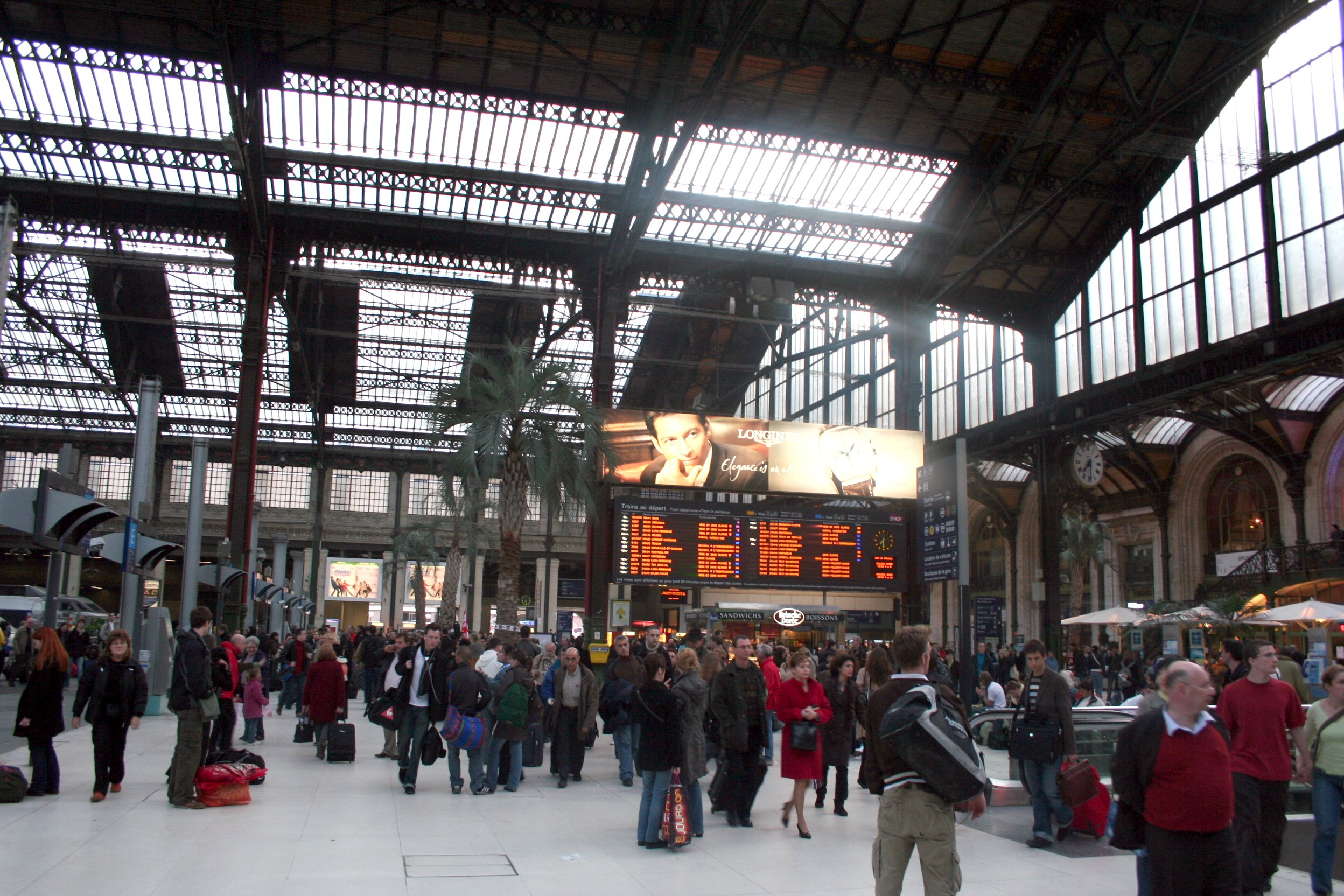
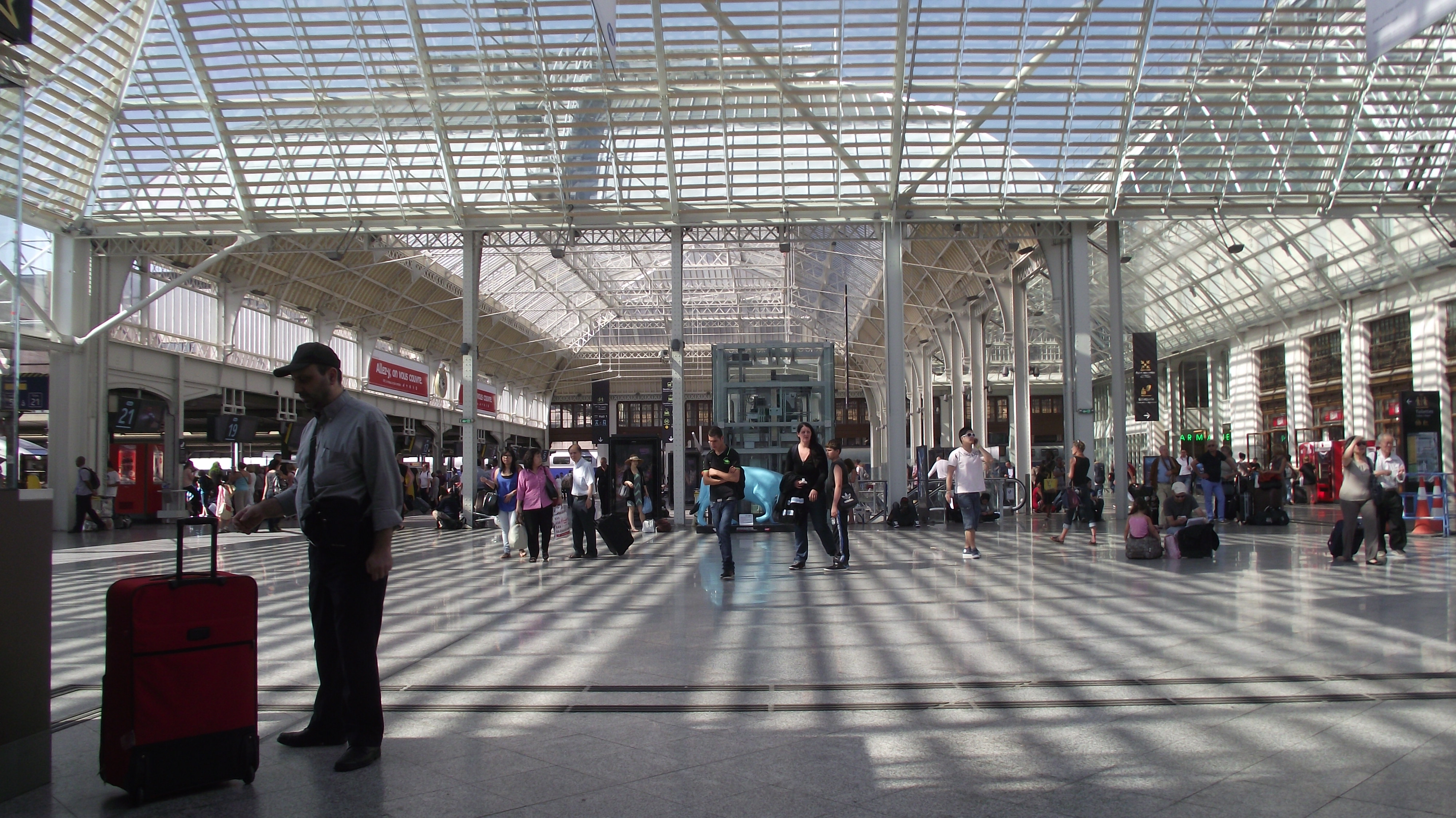
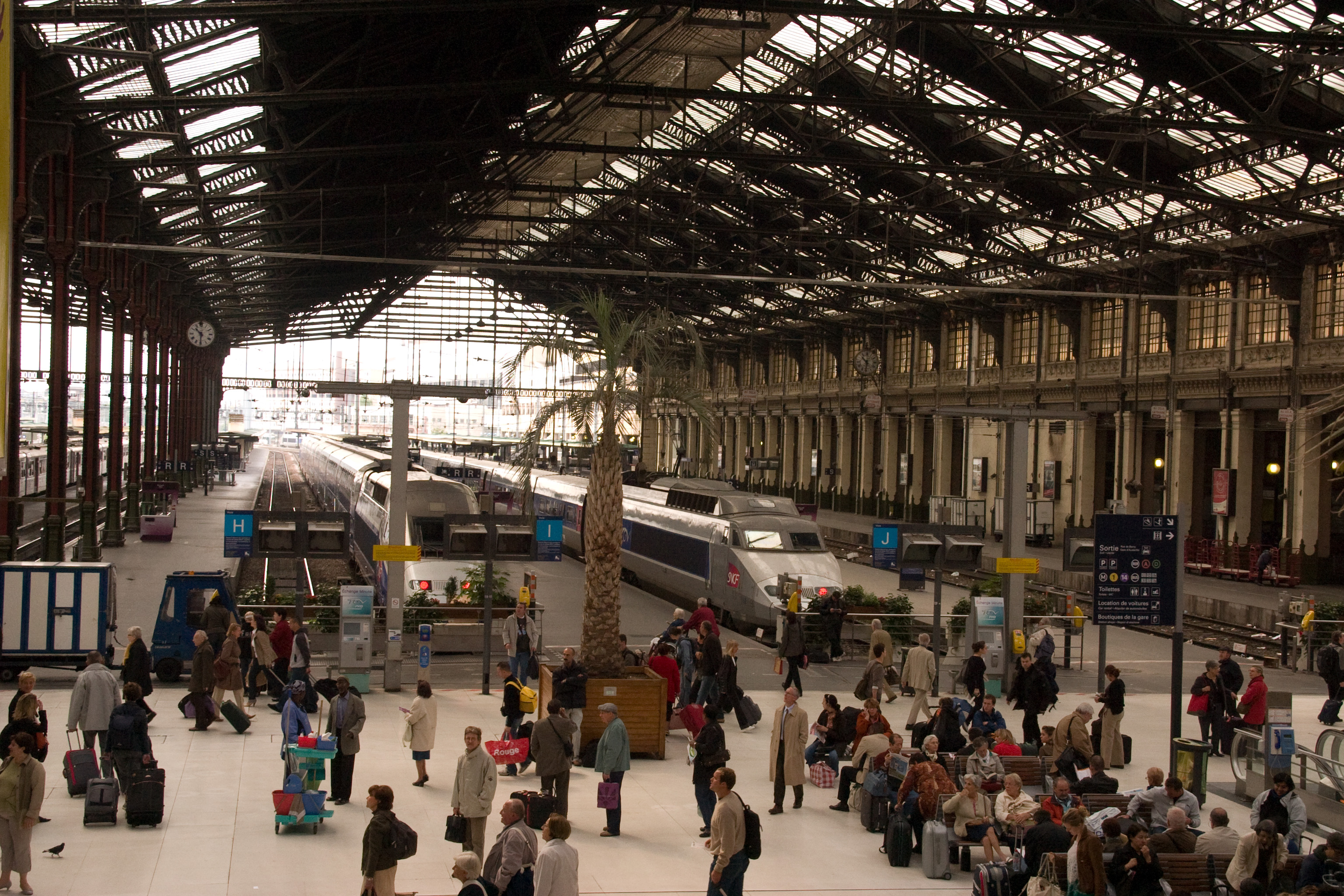
Övre plan
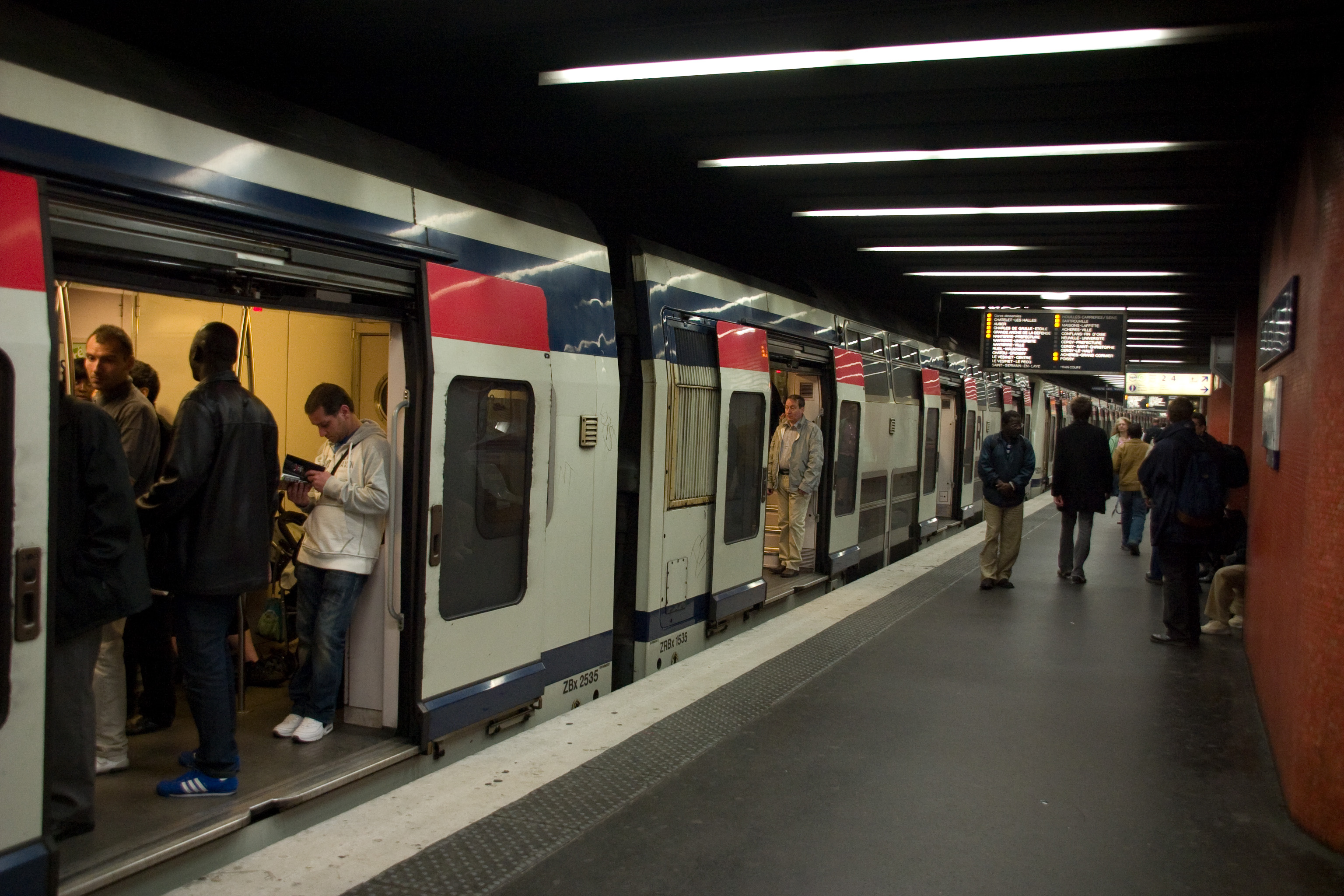
Nedre plan, RER-tåg
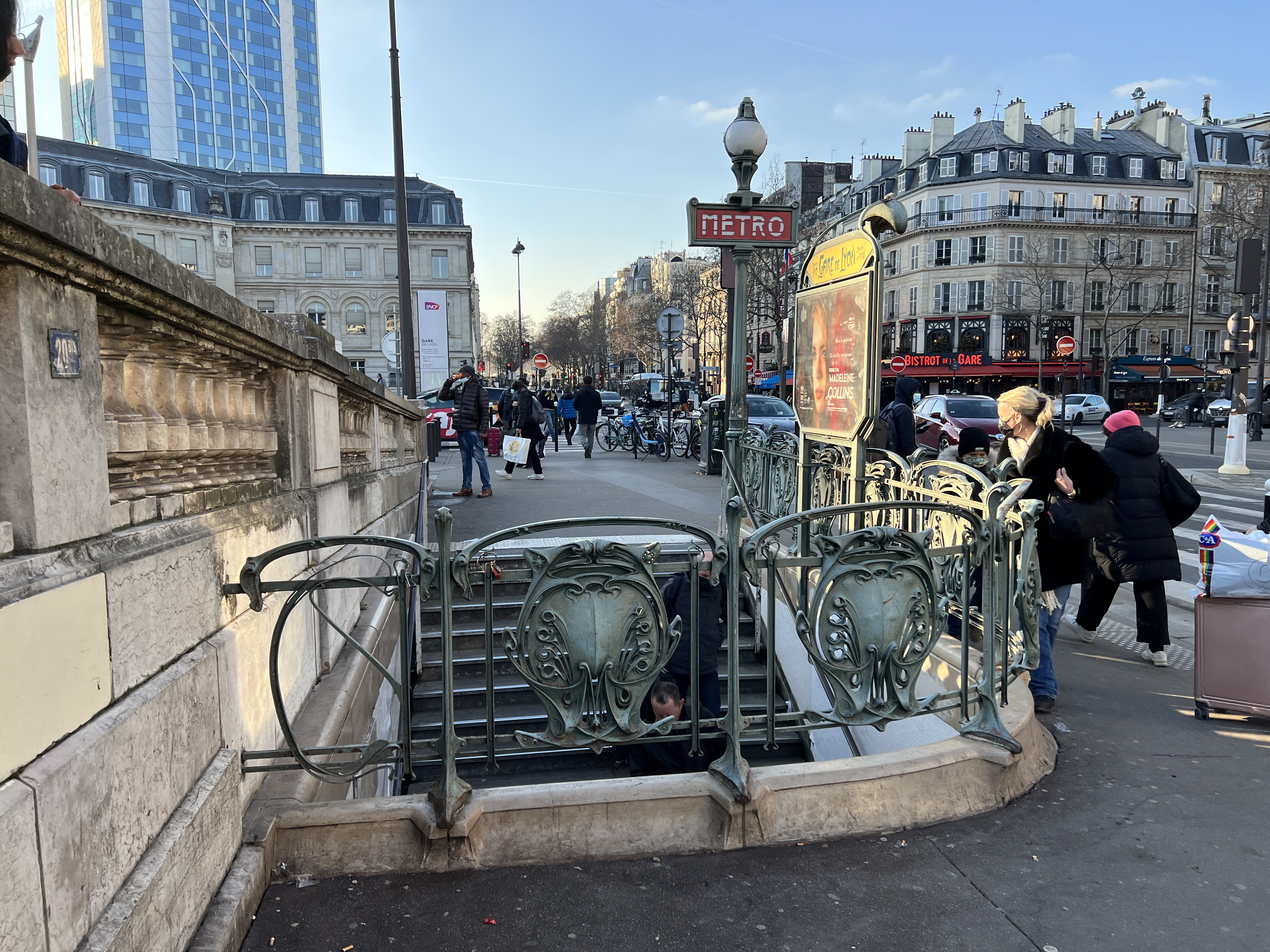
Metroentré Gare de Lyon
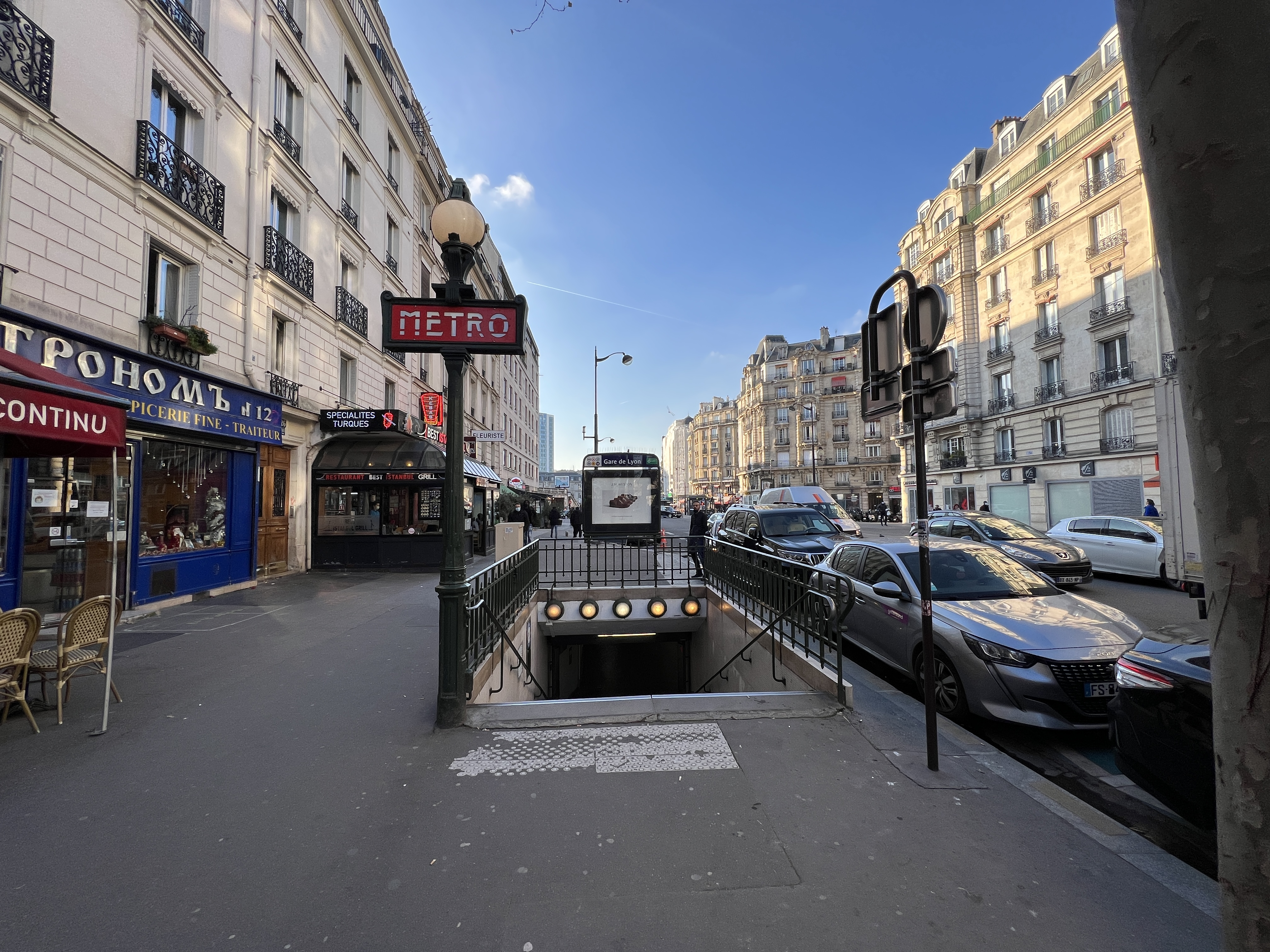
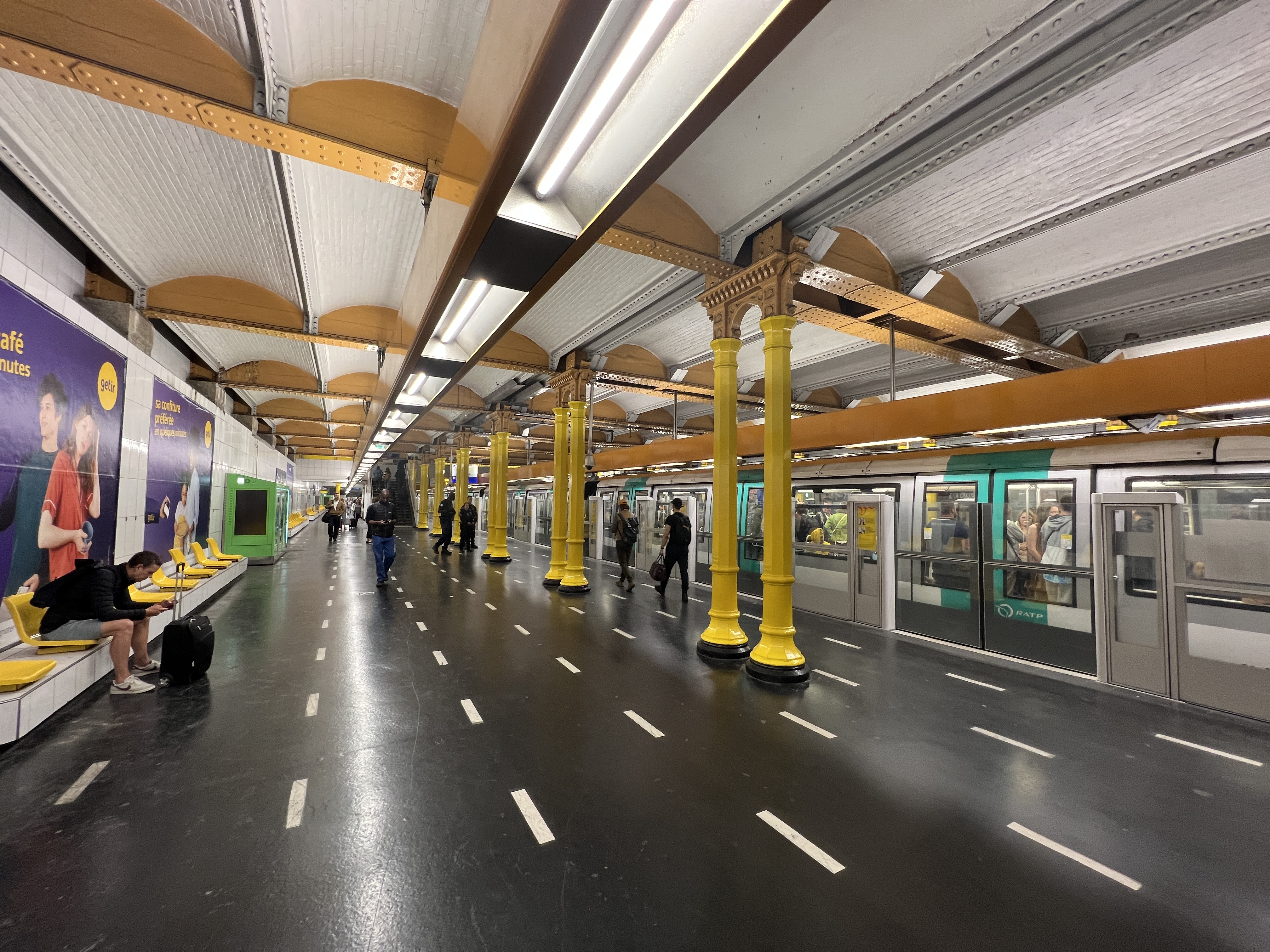
Metro linje 1
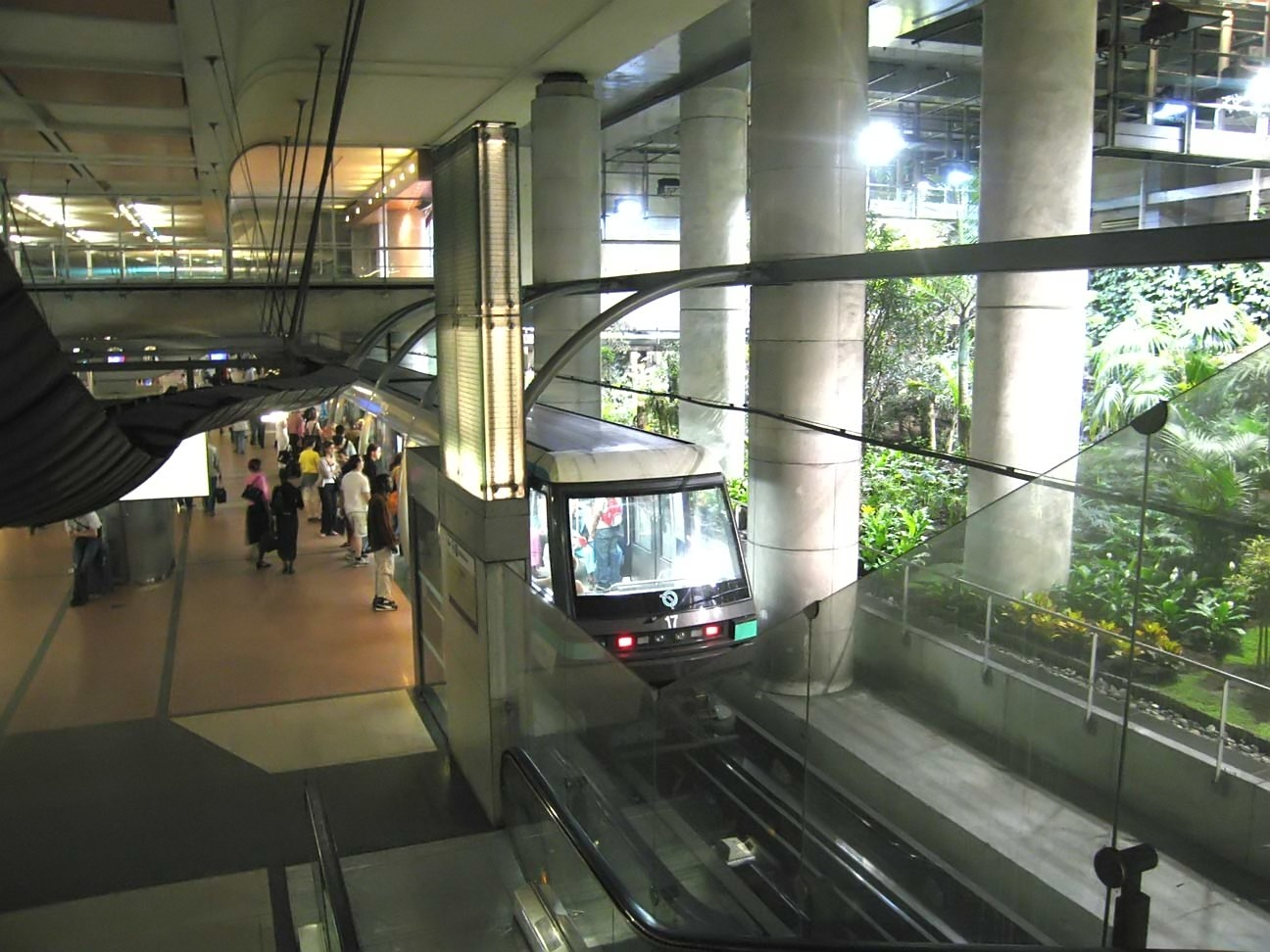
Metro linje 14